# San Cristóbal de la Cuesta
San Cristóbal de la Cuesta es un municipio y localidad española de la provincia de Salamanca, en la comunidad autónoma de Castilla y León. Se integra dentro de la comarca de La Armuña. Pertenece al partido judicial de Salamanca y a la Mancomunidad La Armuña.
Su término municipal está formado por un solo núcleo de población, ocupa una superficie total de 9,92 km² y según los datos demográficos recogidos en el padrón municipal elaborado por el INE en el año 2017, cuenta con una población de 989 habitantes.

## Geografía
San Cristóbal de la Cuesta cuenta con una superficie de 9,92 km².
Su altitud es de 829 m sobre el nivel del mar.
El T.M. de San Cristóbal de la Cuesta limita:
- Al noroeste con La Vellés.
- Al oeste con Monterrubio de la Armuña.
- Al sureste con Castellanos de Moriscos.
- Al suroeste con Villares de la Reina.

## Historia
La reconquista de San Cristóbal de la Cuesta fue realizada por los reyes de León una vez que fueron reconquistados Ledesma, Juzbado, Guadramiro o Salamanca por Ramiro II de León en el siglo X. Posteriormente, en 1136 San Cristóbal de la Cuesta fue otorgado por el rey Alfonso VII de León al obispado de Salamanca. Con la creación de las actuales provincias en 1833, San Cristóbal de la Cuesta quedó encuadrado en la provincia de Salamanca, dentro de la Región Leonesa.

## Geografía humana

### Demografía
Cuenta con una población de 1143 habitantes (INE 2024).
| Gráfica de evolución demográfica de San Cristóbal de la Cuesta entre 1842 y 2021 |
| |
| Población de derecho según los censos de población del INE Población de hecho según los censos de población del INEEntre el censo de 1991 y el anterior, aparece este municipio porque se segrega del municipio 37092 (Castellanos de Moriscos) Entre el censo de 1981 y el anterior, este municipio desaparece porque se agrupa en el municipio 37092 (Castellanos de Moriscos) |

La población se ha duplicado en una década debido a su proximidad con Salamanca.

### Economía
La economía se centra en las explotaciones agrarías, principalmente con la producción de cereales y leguminosas. Existen marcas con denominación de origen como la lenteja de La Armuña y el garbanzo de Pedrosillo .
Las explotaciones porcinas son otro factor importante de la economía lugareña.

### Transporte
El transporte público entre San Cristóbal de la Cuesta y Salamanca y viceversa tiene servicio de lunes a domingos.

## Símbolos

### Escudo

#### Blasón
De azul con un cabrio de oro acompañado de dos espigas de trigo también de oro, y una hidria de plata adornada de azucenas de los mismos, en punta. Timbrado de la Corona Real Española.

### Bandera
El Ayuntamiento de San Cristóbal de la Cuesta adopta su bandera municipal a base de los colores azul y oro, predominantes en sus armerías, cuya descripción es: Bandera cuadrada, de proporción 1:1, azul, cargada con un cabrio de oro.

## Administración y política
| Partido político                                   | 2019  | 2019  | 2019       | 2015  | 2015  | 2015       | 2011  | 2011  | 2011       | 2007  | 2007  | 2007       | 2003  | 2003  | 2003       |
| Partido político                                   | %     | Votos | Concejales | %     | Votos | Concejales | %     | Votos | Concejales | %     | Votos | Concejales | %     | Votos | Concejales |
| Ciudadanos (Cs)                                    | 48,98 | 313   | 5          | 47,38 | 289   | 4          | —     | —     | —          | —     | —     | —          | —     | —     | —          |
| Agrupación de Electores por San Cristóbal (X.S.C.) | 20,66 | 132   | 2          | —     | —     | —          | —     | —     | —          | —     | —     | —          | —     | —     | —          |
| Partido Socialista Obrero Español (PSOE)           | 12,68 | 81    | 1          | 9,51  | 58    | 1          | 34,35 | 191   | 2          | 28,1  | 111   | 2          | 26,33 | 84    | 2          |
| Partido Popular (PP)                               | 10,80 | 69    | 1          | 28,85 | 176   | 3          | 50,90 | 283   | 4          | 50,13 | 198   | 4          | 64,89 | 207   | 5          |
| Izquierda Unida (IU-CyL)                           | 6,26  | 40    | 0          | 13,77 | 84    | 1          | 12,05 | 67    | 1          | 13,67 | 54    | 1          | 8,15  | 26    | 0          |
| Unión del Pueblo Salmantino (UPSa)                 | —     | —     | —          | —     | —     | —          | —     | —     | —          | 4,05  | 16    | 0          | —     | —     | —          |

## Servicios municipales
Biblioteca
Se encuentra en el Ayuntamiento. Aparte de la bibliografía disponible, se realizan cursos de iniciación a la informática, celebración del día del libro y otras actividades.
Edificio de usos múltiples
Se realizan números actos como exposiciones, teatros, reuniones y actividades como cursos de baile y distintas actividades deportivas
Consultorio médico
Educación
Existe un colegio dependiente del CRA de los Villares de la Reina, y una guardería privada llamada Arco Iris.

## Cultura

### Patrimonio
Iglesia
Su construcción data del Siglo XVI y fue reformada en 1750 por Agustín de Vargas, quien se encargó de la portada. En su interior alberga un interesante retablo obra de Juan Sánchez en 1755. La capilla contigua alberga desde el siglo XIX la Virgen de la Encina. La capilla fue construida para este fin tras el derrumbe de la ermita donde reposaba la imagen.
Puente del Arroyo o de Aldealama
Por el Sendero a Aldealama, nos encontramos con un puente antiguo, posiblemente del siglo XVIII.

### Fiestas
- El domingo de Pentecostés se celebra la festividad de la Virgen de la Encina.
- El primer fin de semana de agosto (entre el jueves y el domingo) se celebran las fiestas en honor a San Cristóbal Mártir.

Destaca la participación del pueblo, con sus ciudadanos y sus peñas. Entre los actos se destacan sus actividades deportivas, verbenas y su paellada del domingo.

## Deporte
Piscinas municipales
Las piscinas municipales de San Cristóbal de la Cuesta, se encuentran en la urbanización Los Cañizales. Cuenta con dos piscinas.
Frontón
El frontón público de dos paredes.
Pistas deportivas
Consta de una pista que tiene utilidad para la práctica del fútbol sala y baloncesto.
Campo de fútbol
Nombre: Los Majuelos.
El equipo de fútbol de San Cristóbal de la Cuesta, juega el Trofeo Charro.